# "新谷良子 はっぴぃ・はっぴぃ・すまいる'09" chu→lip☆Toy parade
『新谷良子 はっぴぃ・はっぴぃ・すまいる'09 chu→lip☆Toy parade』（しんたにりょうこ ハッピィ・ハッピィ・スマイル チューリップ トイパレード）は、新谷良子の通算5作目となるライブ映像作品。

## 概要
全国14ヶ所で行ったライブツアー『chu→lip☆Toy parade』。13ヶ所公演ライブ&ドキュメンタリー2枚＋新木場STUDIO COASTライブ1枚＝計3枚のDVDにchu→lip☆Toy paradeがぎっしり!

## 演奏参加ミュージシャン
- ボーカル・パフォーマンス
  - 新谷良子

Pink Banbi Band
- ギター
  - 山本陽介
  - R・O・N
- ベース
  - 川島弘光
- ドラム
  - 村田一弘
- キーボード
  - R・O・N

## 演奏会場
- 東京：SHIBUYA-AX（2008年3月9日）
- 千葉：千葉LOOK（2009年04月18日）
- 埼玉：HEAVEN'S ROCKさいたま新都心（2009年04月19日）
- 京都：KYOTO MUSE（2009年04月25日）
- 名古屋：Electric Lady Land（2009年04月26日）
- 新潟：CLUB JUNK BOX（2009年05月02日）
- 金沢：金沢AZ（2009年05月03日）
- 大阪：OSAKA MUSE（2009年05月05日）
- 神戸：KOBE LIVEACTBAR VARIT.（2009年05月06日）
- 福岡：DRUM Be-1（2009年05月09日）
- 広島：ナミキジャンクション（2009年05月10日）
- 仙台：CLUB JUNK BOX（2009年05月16日）
- 宇都宮：HEAVEN'S ROCK Utsunomiya（2009年05月17日）
- 東京：赤坂BLITZ（2009年05月31日）
- 新木場：STUDIO COAST（2009年6月7日）

## 収録内容
Welcome to the Parade
Bandwagon
Seven color palette
MC1
CANDY☆POP☆SWEET☆HEART
ハリケーンミキサー
Wonderstory
crossingdays
(instrumental)
雨のスリーコード
Promise ring
sugarpot
new story
MC2
アイロニカルスター
L&L
trickstar's '09
MC3
Wonderful World
月とオルゴール
MC4
空にとける虹と君の声
☆アンコール
スパイス
MARCHING MONSTER
☆Wアンコール
ReTIME

### 映像特典
閉園日のできごと〜新木場Back Stage〜